# 市谷砂土原町
市谷砂土原町（日语：／ Ichigaya-sadoharachō */?）是東京都新宿區的町名。未實施新住居表示，下分一丁目至三丁目。地區人口有1,646人（2013年8月1日）。郵遞區號為162-0842。

## 地理
位居新宿區東部。北接若宮町、市谷船河原町，東鄰市谷田町，南連市谷長延寺町，西通払方町。
地域二丁目與三丁目之間是牛込中央通。
三丁目與相鄰的市谷船河原町、払方町是過去大名屋敷所在地，明治時代起就是都心的高級住宅區，元祖山之手地區之一。牛込中央通附近則有大樓等建築物。

## 歷史
1872年（明治5年），佐渡原一帶、火之番町、歌坂富士見橫町合併成立市谷砂土原町。

### 町名的由來
最初因為是江戶時代本多佐渡守正信的別邸，而稱為「佐渡原」，後來為了填埋工程開始開採本多宅邸砂土，此地成為砂土開採場（日语：砂土取り場）而得名。

## 交通
本地沒有車站，可利用市谷站。

## 設施
- 保健會館
- 大學基準協會

## 備註
1. ↑  『角川日本地名大辞典 13　東京都』、角川書店、1991年再版、P871
2. ↑  .   [2013-08-09]. （原始内容存档于2014-08-19）.

## 外部連結
- 新宿區役所 （页面存档备份，存于）